# Тормоз Матросова
Тормоз Матросова — железнодорожный тормоз, в котором основным прибором является воздухораспределитель конструкции И. К. Матросова. Новый тип воздухораспределителя был предложен в 1926 году, отличался оригинальным устройством по сравнению с воздухораспределителем Казанцева, и ценными эксплуатационными свойствами[какими?].
С 1931 года тормоз Матросова устанавливался в тормозных системах выпускаемых грузовых и пассажирских вагонов, а также локомотивов. С 1952 года начато изготовление воздухораспределителя, предназначенного для эксплуатации на длинных и тяжеловесных поездах, который позволил осуществлять бесступенчатый лёгкий отпуск тормозов в сочетании со ступенчатым отпуском, позволяющим улучшить управляемость движением поездов. С 1959 года вагоны и локомотивы оборудуются усовершенствованным воздухораспределителем системы Матросова. Такой тормоз при сравнительно небольшой массе отличается высокой чувствительностью и простотой управления.